# Odo serrimanus
Odo serrimanus es una especie de araña del género Odo, familia Xenoctenidae. Fue descrita científicamente por Mello-Leitao en 1936.
Habita en Brasil.